# Ollersdorf im Burgenland
Ollersdorf im Burgenland è un comune austriaco di 980 abitanti nel distretto di Güssing, in Burgenland; ha lo status di comune mercato (Marktgemeinde). Nel 1971 aveva inglobato i comuni soppressi di Hackerberg e Wörterberg, che sono stati ripristinati nel 1991.